# All Star Pro-Wrestling
All Star Pro-Wrestling (яп. オールスター・プロレスリング) — японская компьютерная игра для приставки PlayStation 2, разработанная и выпущенная в 2000 году компанией Square. Первая игра для данной консоли, посвящённая реслингу. Издавалась исключительно на территории Японии.
All Star Pro-Wrestling основана прежде всего на японском реслинге, поэтому среди доступных для выбора борцов превалируют японцы, нежели американцы — всего представлены 26 настоящих рестлеров, в том числе довольно известные, такие, например, как Масахиро Тёно, Антонио Иноки и Кодзи Канэмото. Важной особенностью геймплея является управление, осуществляемое одними только аналоговыми джойстиками геймпада DualShock 2, при этом разработчики сохранили возможность использования традиционных кнопок.
Игра была анонсирована в январе 1999 года, функционеры Square в тот период развития компании стремились уйти от обычного для себя ролевого жанра и освоить какие-нибудь другие области индустрии. До сего момента все файтинги Square разрабатывались сторонней студией DreamFactory (Tobal No. 1, Tobal 2 и Ehrgeiz), но в то время они были заняты разработкой игры The Bouncer, поэтому руководству компании пришлось обойтись своими силами. Продюсером проекта выступил Юсукэ Хирата, глава пятого производственного отдела из Осаки, ранее известный по игре Parasite Eve 2. Музыку для саундтрека написали композиторы Цуёси Сэкито, Кэнъитиро Фукуи и Куми Таниока. Представленные композиции, наполненные рок-звучанием, позже удостоились положительных отзывов, однако в формате отдельного альбома никогда не издавались. Разработчики пытались сделать игру как можно более реалистичной, в точности копировали движения и мимику известных рестлеров. Скриншоты впервые были обнародованы на мероприятии под названием Square Millennium Event в 2000 году, тогда как демоверсию Хирата представил общественности на выставке Tokyo Game Show.

## Отзывы и продажи
За первую неделю после релиза было продано 107 тысяч копий All Star Pro-Wrestling, что позволило игре занять первое место японского чарта и продержаться на лидирующей позиции до конца июня. По окончании 2000 года с продажами в 186 тысяч экземпляров она стала 63-й самой продаваемой игрой в Японии. Японский игровой журнал Famitsu дал ей 31 балл из сорока, обозреватели похвалили детальную графику, но насчёт управления отметили, что оно могло бы быть и лучше. Американский портал GameSpot оценил её всего лишь на четыре по десятибалльной системе, раскритиковав недостаточно хорошо проработанную боевую механику. К критике также присоединился и сайт IGN, охарактеризовав аналоговое управление как неудобное и лишнее. Несмотря на отсутствие большого коммерческого успеха, игра получила два продолжения, All Star Pro-Wrestling II и All Star Pro-Wrestling III, которые вышли на той же консоли в 2001 и 2003 годах соответственно.

## Сиквел
22 ноября 2001 года вышел сиквел игры, озаглавленный All Star Pro-Wrestling II. Игра, как и в случае с первой частью, вышла только в Японии.